# Ladislav Žemla
Ladislav „Rázný“ Žemla (* 6. November 1887 in Prag; † 18. Juni 1955 ebenda) war ein böhmisch-tschechoslowakischer Tennisspieler. Als Teilnehmer fünf Olympischer Spiele hielt er lange den Rekord. 1906 und 1920 gewann er dabei jeweils eine Bronzemedaille.
Žemla spielte 1903 sein erstes Tennisturnier. Er war Teilnehmer an den Olympischen Zwischenspielen 1906 in Athen, bei denen er mit seinem Bruder Zdeněk Žemla in der Doppelkonkurrenz die Bronzemedaille gewann. Nach weiteren Teilnahmen an den Spielen 1908 in London und 1912 in Stockholm ging er acht Jahre lang bei keinem Turnier mehr an den Start. In Stockholm verlor er im Spiel um Platz 3 gegen den Deutschen Oscar Kreuzer zwar im vier Sätzen, der zuschauende schwedische König Gustav V. verlieh ihm aber einen Pokal für den elegantestens Spielstil. 14 Jahre nach der ersten gewann er bei den Olympischen Sommerspielen 1920 in Antwerpen die nächste Medaille. Mit seiner Landsfrau Milada Skrbková errang er die Bronzemedaille im Mixed-Doppel. Bei den 1924 in Paris stattfindenden Olympischen Spielen ging Žemla abermals leer aus. Seine olympische Karriere umfasste einen Zeitraum von 18 Jahren, was eine Teilnahme bei den Zwischenspielen 1906 und vier regulären Sommerspielen bedeutete. Dieser Rekord hatte bis 2012 Bestand, als Leander Paes seine sechsten Spiele spielte.
Neben seiner Karriere als Olympionike spielte er auch bei anderen Tennisturnieren. 1906 und 1909 gewann er die Budapest Championship. 1921 und 1924 siegte er beim Hainz Memorial. Insgesamt gewann er neun Turniere von eher geringerer Wertigkeit. Einmal spielte er bei den Wimbledon Championships. Im Jahr 1926 ging er dort bei allen drei Konkurrenzen an den Start und stand im Einzel und Doppel jeweils in der dritten Runde; im Mixed schied er in der zweiten Runde aus. Zwischen 1921 und 1927 spielte Žemla in zwölf Begegnungen für die tschechoslowakische Davis-Cup-Mannschaft und wies eine Bilanz von 13:10 auf. Bei den ersten drei Spielen trat Žemla für Das nationale olympische Komitee von Böhmen an, bis dieses 1916 aufgelöst wurde, da ein Land nur ein NOK haben durfte und Böhmen bis 1918 ein Teil Österreich-Ungarns war. Nach dem Zweiten Weltkrieg gehörte Böhmen offiziell zur Tschechoslowakei, für die Žemla dann spielte. Darüber hinaus wurde Žemla 21 Mal böhmisch-mährischer Meister, darunter 8 Mal im Einzel. Nach dem Ersten Weltkrieg kamen je 4 Meisterschaften im Einzel und Doppel bei den tschechoslowakischen Meisterschaften hinzu.

## Leben
Den Spitznamen Rázný wählte Žemla, da ihm offiziell als Schüler und Student der Sport nicht erlaubt war und ein Pseudonym notwendig wurde.
Während des Ersten Weltkriegs geriet er in Kriegsgefangenschaft. Als er wieder frei war, trat er den Tschechoslowakischen Legionen bei.
Žemla heiratete zu Beginn der 1920er-Jahre Milada Skrbková, mit der er zuvor Bronze in Antwerpen gewonnen hatte. Neben Zdeněk Žemla war wahrscheinlich auch Jaroslav Žemla, der wie er 1906 bei den Zwischenspielen antrat, ein Bruder von Ladislav.
Nach seiner aktiven Karriere war er stellvertretender Vorsitzer und später Ehrenvorsitzender seines Vereins I. ČLTK Prag. Zudem spielte er Golf und jagte.